# Аті (Наґано)
А́ті (яп. 阿智村, あちむら, МФА: [at͡ɕi muɾa]) — село в Японії, в повіті Сімо-Іна префектури Наґано. Станом на 1 квітня 2009 площа села становила 214,47 км². Станом на 1 липня 2011 населення села становило 6964 осіб.
35°26′38″ пн. ш. 137°44′51″ сх. д. / 35.443805555556° пн. ш. 137.74752777778° сх. д.

## Географія
Аті знаходиться в гірській далекій південно-західній префектурі Наґано, на заході межує з префектурою Гіфу. Гора Ена (2191 метр) знаходиться на межі села з префектурою Гіфу.

## Демографія
За даними японського перепису населення , кількість населення Аті зменшилася за останні 60 років.

## Клімат
У селі клімат характеризується спекотним і вологим літом і холодною зимою (класифікація Кьоппена за кліматом Cfa). Середньорічна температура в Аті 10,4 ° C. Середньорічна кількість опадів становить 1944 мм, з вереснем найвологішим місяцем. Температури найвищі в середньому в серпні, близько 22,5 ° C, а найнижчі в січні, близько -1,6 ° C.

## Історія
Район сучасного Аті входив до давньої провінції Сінано. Сучасні села Очі, Чірі та Гока були створені 1 квітня 1889 року шляхом створення муніципальної системи. Три села об’єдналися 30 вересня 1956 року і утворили село Аті. Сусіднє село Наміай було об’єднане з Аті 1 січня 2006 року.
31 березня 2009 року село Сейнайдзі, також в районі Сімойна, було об’єднано в Аті. 

## Економіка
Економіка Аті базується на сільському господарстві (топінамбур, часник та якон).

## Освіта
В Аті є п’ять державних початкових шкіл і одна державна середня школа, що управляються сільським урядом, і одна приватна початкова школа. У селі є одна державна старша школа, якою керує Навчальна рада префектури Наґано.

## Місцеві пам'ятки
- Перевал Місака - національне історичне місце

## Помітні люди
- Мотоїті Кумагай - фотограф
- Таро Аті - сценарист, прозаїк